# Hieronimo Maripetro
Hieronimo Maripetro o Girolamo Malpiero fue un religioso y poeta de Italia del siglo  XVI, fallecido aproximadamente en 1547.

## Biografía
Maripetro fue un franciscano, de la Orden de Frailes Menores, natural de Venecia, conocido como poeta.
Escribió una obra sobre Petrarca y la vida de Clemente VIII.

## Obras
- Vita S. Francisci carmine descripta, et notis illustrata, Clement VIII, Venecia, 1531.
- Il Petrarca spirituale,  Venetia, spresso Domenico Farri, 1536, en 8º.; Venetia, stampato per Francesco Marcolini da Forli, apresso la Chiesa de la Trinità, ne gli anni del Signore MDXXXVI, IN 4º. En la primera carta el retrato del poeta, con las palabras: Francisci vera effigies, et imago Petrarcae
- Vida de Clemente VIII